# Estatua ecuestre de Gengis Kan
La estatua ecuestre de Gengis Kan, parte del conjunto escultórico Gengis Kan, es una estatua de Gengis Kan a caballo de 40 metros de altura, en la ribera del río Tuul en Tsonjin Boldog (a 54 km al este de la capital de Mongolia, Ulán Bator), donde según la leyenda se encontró un látigo de oro. La estatua apunta simbólicamente al este, hacia su lugar natal. En la base del complejo escultórico se encuentra un centro de visitantes, a 10 metros de altura, con 36 columnas que representan los 36 kans de Gengis de la Ligdan Kan. Fue diseñado por el escultor D. Erdenebileg y el arquitecto J. Enkhjargal, siendo inaugurada en 2008.
Los visitantes pueden llegar hasta la cabeza del caballo, a través de su pecho y su cuello, donde tienen una vista panorámica. La zona de la estatua principal estará rodeada por 200 yurtas, diseñadas y construidas siguiendo el patrón de la huella de los caballos que fue utilizada durante el siglo XIII por las tribus mongolas. La suma del coste del complejo es de 4,1 millones de dólares, subvencionados por The Genco Tour Bureau, una empresa mongola.
El museo integrado en el complejo, muestra exposiciones relacionados con la Edad de Bronce y las culturas arqueológicas Xiongnu de Mongolia, destacando los utensilios que usaban a diario, hebillas de cinturón, cuchillos, animales sagrados, etc.; y una segunda exposición sobre el gran periodo kan de los siglos XIII y XIV que exhibe herramientas antiguas, orfebrería y algunas cruces nestorianas y rosarios. Adyacente al museo se encuentra un centro de recreación turístico, que cubre 212 hectáreas.